# Voltiamo pagina
Voltiamo pagina (Bookends) è un romanzo scritto da Jane Green nel 2000.

## Trama
Il libro è narrato in prima persona dalla protagonista Catherine, detta Cath. Tratta della storia di Cath, trentunenne single, intrecciata alle vite dei suoi migliori amici: Sean, Josh e sua moglie, Lucy. Cath e Lucy decidono di aprire un caffè letterario poiché la prima è appassionata di libri e la seconda un'ottima pasticcera. L'acquisto del negozio porta alla conoscenza dell'agente immobiliare James, che inizia ad uscire con Cath. I due non avranno un percorso di conoscenza lineare. All'inaugurazione del negozio partecipa Portia, un'amica universitaria di Cath, Josh e Sean, sparita da tempo. I quattro amici scoprono che Portia, ha creato una serie tv i cui personaggi assomigliano molto a loro. Portia pare si sia ispirata alle vicende degli ex amici per trarne una sit-com di successo, anche se lei non lo ammetterà mai. Il ritorno di Portia nelle vite dei quattro amici ne sconvolge gli equilibri. Cath e Sean sospettano che Josh tradisca Lucy con Portia, poiché il primo aveva un debole per lei ai tempi dell'università e dal suo ritorno appare più ombroso. I sospetti appariranno infondati quando si scopre che Portia ha una relazione con la ragazza alla pari di Lucy e Josh. Il libro termina con il fidanzamento di Cath con James e il successo del caffè letterario chiamato Bookends.